# Mannen utan minne
Mannen utan minne (originaltitel: Mies vailla menneisyyttä) är en finsk dramakomedifilm från 2002, skriven, regisserad och producerad av Aki Kaurismäki.

## Handling
En man som precis kommit med tåget blir nerslagen av rånare. Han tas till sjukhuset där han dödförklaras. Han vaknar emellertid upp mirakulöst och konstaterar att han inte minns vem han är. Ingen känner heller igen honom, och han får börja ett nytt liv från botten – med kläder från Frälsningsarmén och ett hem bland andra hemlösa. Men livet är inte så mörkt som det verkar, och han får snart massor av vänner, men när polisen slutligen får klart för sig vem han egentligen är, vet han inte om han vill veta detta.

## Medverkande (urval)
| Markku Peltola   | – M                                 |
| Kati Outinen     | – Irma                              |
| Juhani Niemelä   | – Nieminen                          |
| Kaija Pakarinen  | – Kaisa Nieminen                    |
| Sakari Kuosmanen | – Anttila                           |
| Annikki Tähti    | – Föreståndarinna för loppmarknaden |
| Anneli Sauli     | – Cafévärdinna                      |

## Priser och nomineringar
Filmen har tilldelats ett flertal priser, bland annat Juryns stora pris (Grand Prix) vid filmfestivalen i Cannes 2002.
Filmen blev också nominerad för en Oscar för bästa utländska film 2003. Regissören ställde dock inte upp på Amerikanska filmakademiens gala, Oscarsgalan, med motiveringen att han "inte önskar uppträda i ett land som befinner sig i krig", syftande på USA:s Irakpolitik och den stundande invasionen av Irak.